# Fondazione Gabriele Monasterio
La Fondazione "Gabriele Monasterio" è un istituto  specializzato nella ricerca, la diagnosi e la terapia delle malattie cardiovascolari dell'adulto e del bambino.
L'istituto opera in due ospedali: l'ospedale del cuore di Massa e l'Ospedale "San Cataldo" di Pisa, sito all'interno della cittadella scientifica del CNR. La fondazione svolge attività didattiche, e di ricerca, in collaborazione con l'Università di Pisa, l'Azienda ospedaliero-universitaria pisana, l'Istituto di fisiologia clinica, la Scuola Normale Superiore e la Scuola Superiore "Sant'Anna", di cui è la principale sede formativa della classe di biomedicina.

## Storia
La storia della Fondazione è da collegare a quella dell'antecedente Ospedale Pediatrico Apuano "Gaetano Pasquinucci" (OPA), nato a Massa negli anni '60 come centro pediatrico dedicato alla cura delle cardiopatie infantili. Inizialmente l'OPA era stato ideato come ospedale pediatrico multispecialistico; successivamente, tuttavia, la sua destinazione d'uso venne ridimensionata, dapprima in ospedale cardiologico pediatrico, poi in ospedale cardiologico (sia pediatrico che adulto), poiché i nosocomi pediatrici di Firenze e Genova erano in grado, con la loro attività, di garantire pienamente l'assistenza sanitaria pediatrica dei bambini delle Apuane.
L'ospedale del cuore viene inaugurato definitivamente il 5 aprile del 1990. Successivamente, sotto l'impulso del prof. Luigi Donato, l'ospedale del cuore si sdoppiò e, a seguito della nascita della Fondazione Monasterio il 15 maggio 2007, venne istituito, presso l'Istituto di Fisiologia Clinica di Pisa, un secondo ospedale, sede centrale delle attività di clinica cardiologica, di pneumologia e di ricerca traslazionale.

## Attività clinica
L'attività clinica della fondazione si articola nei seguenti dipartimenti, con le conseguenti articolazioni:
- Dipartimento cardiotoracico
  - Cardiochirurgia per adulti
  - Cardiologia diagnostica e interventistica
  - Cardiologia e medicina cardiovascolare
  - Elettrofisiologia interventistica
  - Lipoaferesi
  - Cardiologia
  - Pneumologia
- Dipartimento pediatrico
  - Cardiochirurgia pediatrica e del congenito adulto
  - Cardiologia pediatrica e del congenito adulto
  - Patologie cardiache medico-chirurgiche dell'infanzia e del congenito adulto
- Dipartimento area critica
  - Anestesia e rianimazione Massa
  - Anestesia e rianimazione Pisa
  - Pediatria e neonatologia a indirizzo cardiovascolare
- Dipartimento immagini
  - Diagnostica per immagini
  - Medicina nucleare
  - Imaging multimodale cardiovascolare e neuroradiologico
- Centro interaziendale di cardiologia e cardiochirurgia pediatrica
- Farmacia ospedaliera
- Medicina di laboratorio
- Governo clinico
- Servizio di psicologia